# Saronno Foot-Ball Club 1917-1918
Questa voce raccoglie le informazioni riguardanti il Saronno Foot-Ball Club nelle competizioni ufficiali della stagione 1917-1918.

## La stagione
Anche questa stagione gli "amaretti" completano la rosa ottenendo in prestito vari giocatori milanesi:
- Ferruccio Blenio dall'U.S. Milanese;
- Pietro Crottini dal Milan;
- Fioravanzi da ???;
- Amleto Malinverni dall'Ardita di Milano;
- Massa da ???;
- Giacomo Olivieri da ???;
- Angelo Pellacani dal Milan.

## Tornei e piazzamenti
- Coppa Saronno di Seconda Categoria (7 ottobre-9 dicembre): 5º classificato.
- Coppa Mauro di Prima Categoria (7 ottobre-3 marzo): 7º classificato.
- Coppa Internazionale di Terza Categoria (17 novembre-16 dicembre): 5º classificato.

## Rosa
| N. |                   | Ruolo | Calciatore          |
| -- | ----------------- | ----- | ------------------- |
|    | Italia (bandiera) | A     | Ferruccio Blenio    |
|    | Italia (bandiera) | A     | Arturo Boiocchi (I) |
|    | Italia (bandiera) | A     | Bossi               |
|    | Italia (bandiera) | A     | Pietro Crottini     |
|    | Italia (bandiera) | D     | Fioravanzi          |
|    | Italia (bandiera) | A     | Guido Fusi          |
|    | Italia (bandiera) | C     | Guido Landoni       |
|    | Italia (bandiera) | C     | Silvio Giannoni (I) |
|    | Italia (bandiera) | C     | Amleto Malinverni   |

| N. |                   | Ruolo | Calciatore           |
| -- | ----------------- | ----- | -------------------- |
|    | Italia (bandiera) | C     | Massa                |
|    | Italia (bandiera) | D     | Giacomo Olivieri     |
|    | Italia (bandiera) | P     | Angelo Pellacani     |
|    | Italia (bandiera) | D     | O. Regazzoni         |
|    | Italia (bandiera) | A     | Riva                 |
|    | Italia (bandiera) | D     | Giovanni Semelli (I) |
|    | Italia (bandiera) | A     | Pietro Sormani       |
|    | Italia (bandiera) | P     | Zogni                |